# Editura Doubleday
Editura Doubleday este una dintre cele mai mari case editoriale din lume. Ea a fost timp de peste un secol proprietatea familiei „Doubleday” și a fost preluată în anul 1986 de trustul Bertelsmann din Germania. Editura a fost întemeiată în anul 1897 de Frank Nelson Doubleday și Samuel McClure sub numele de Doubleday & McClure Company.

## Istoric
În același an a publicat deja romane publicații mai importante:
- Bob, Son of Battle de Alfred Olivant (1897)
- The Day's Work de Rudyard Kipling (1898)
- McTeague de Frank Norris (1899)

Aici au fost publicate operele unor scriitori ca:
- Joseph Conrad, Arthur Conan Doyle, Edna Ferber,  Joel Chandler Harris, O. Henry, T. E. Lawrence, Sinclair Lewis, Gene Stratton-Porter, Booth Tarkington, G. K. Chesterton și Kate Douglas Wiggin.

În 1978 Nelson Doubleday, Jr. a devenit președinte al companiei. În 1980, a cumpărat echipa de baseball New York Mets.
Doubleday a vândut tipografia sa către Bertelsmann în 1986. În 1988, a devenit parte a Bantam Doubleday Dell Publishing Group, care a devenit o subsidiară a Random House în 1998. 
La sfârșitul lui 2008 și începutul lui 2009, tipografia Doubleday s-a unit cu Knopf Publishing Group pentru a forma Knopf Doubleday Publishing Group.

## Președinți
- Frank Doubleday, fondator, 1897-1922
- Nelson Doubleday, 1922-1946
- Douglas Black, 1946-1963
- John Turner Sargent, Sr., 1963-1978
- Nelson Doubleday, Jr., 1978-1986 a vândut-o editurii Bertelsmann.

## Editori notabili
- Dean Giles McGregor
- Jacqueline Kennedy Onassis (Senior Editor)
- Stewart 'Sandy' Richardson

## Autori notabili
| - Felipe Alfau - Andre Agassi - Isaac Asimov - Margaret Atwood - John Barth - Ray Bradbury - Dan Brown - John Burdett - A. S. Byatt - Stephen L. Carter - Pat Conroy - Daphne du Maurier - James Ellroy - Raymond E. Feist - Graeme Gibson | - John Grisham - Mark Haddon - Noah Hawley - Dolores Hitchens - Michael Jackson - A L Kennedy - Stephen King - Rudyard Kipling - Jon Krakauer - Jonathan Lethem - Alistair MacLean - Peter Mayle - Henning Mankell - Herman Melville - Haruki Murakami - Vladimir Nabokov | - Michael A. O'Donnell - Chuck Palahniuk - Vera Pavlova - Christopher Reich - Anne Rice - David Shields - David Allen Sibley - Robert Silverberg - Alexander McCall Smith - Bill Strickland - Paul Shaffer - Una Lucy Silberrad - Anne Tyler - Tom Vanderbilt - Jacqueline Wilson - P. G. Wodehouse |

## Legături externe
- Doubleday official site Arhivat în 4 iulie 2019, la Wayback Machine.
- Collection of Doubleday and Co. drafts, proofs, and other material re At Ease: Stories I Tell to Friends, and The White House Years by Dwight D. Eisenhower, Dwight D. Eisenhower Presidential Library